# Colina Grissom
A colina Grissom, nomeada assim em homenagem ao astronauta americano Virgil I. "Gus" Grissom, é uma das três Colinas Apollo 1 no planeta Marte. Ela foi descoberta pela Spirit, e nomeada em 27 de janeiro de 2004 - o 37º aniversário do incêndio na plataforma de lançamento do Apollo 1, que tomou a vida de Grissom, junto aos outros tripulantes Ed White e Roger Chaffee.
A colina se situa a sudoeste da Estação Memorial Columbia, onde o veículo Spirit pousou.